# セコロガニン
セコロガニン(Secologanin)は、メバロン酸経路中のゲラニルピロリン酸から合成されるモノテルペンである。セコロガニンはさらに、ドーパミンと共に、トコンアルカロイドを生成する。

## 生合成

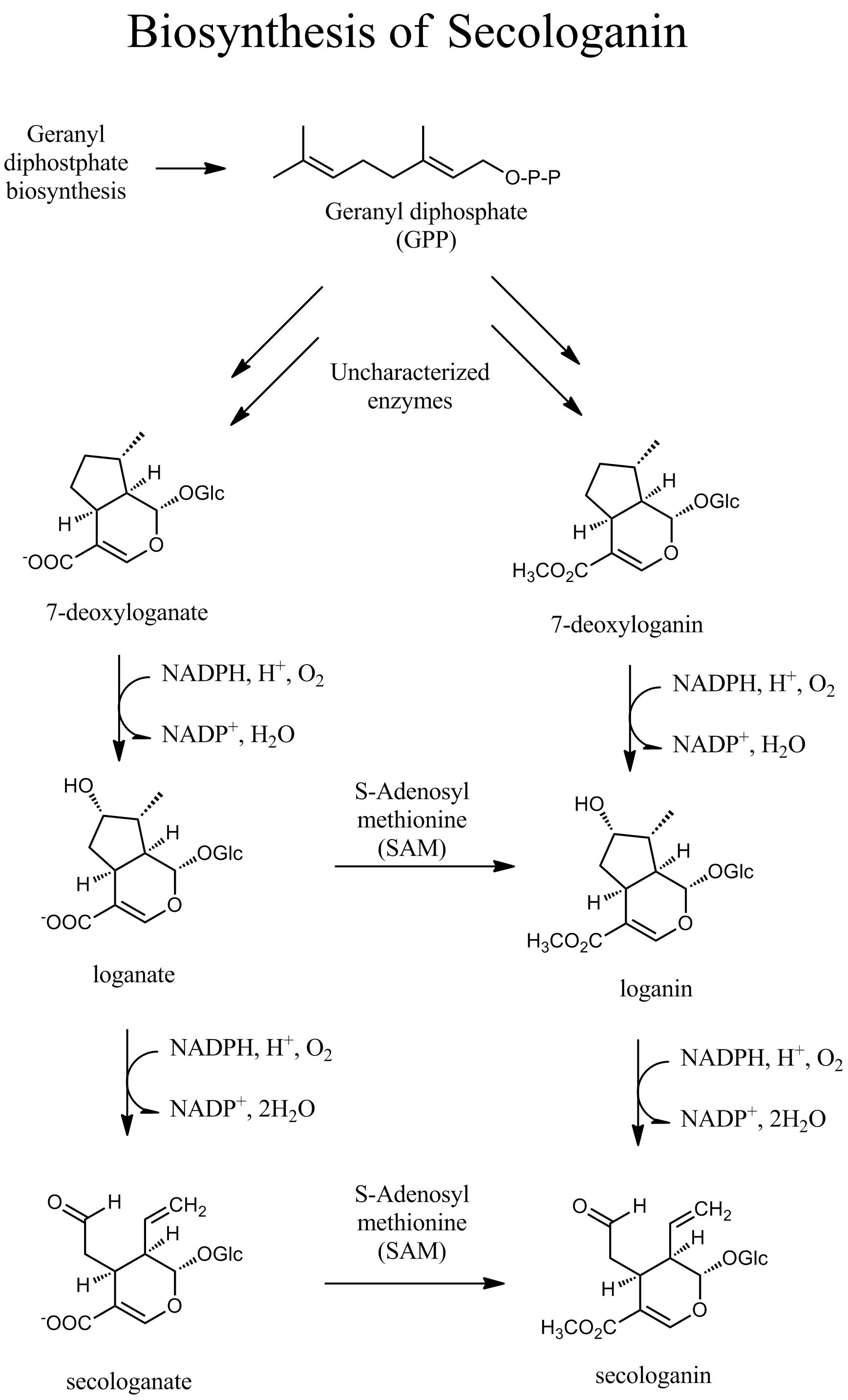
セコロガニンの生合成

セコロガニン生合成は、メバロン酸経路由来のゲラニルピロリン酸が、未確定の酵素によって7-デオキシロガナートまたは7-デオキシロガニンを形成するところから始まる。7-デオキシロガナート及び7-デオキシロガニンはその後、酵素によってNADPHと反応し、それぞれロガナート及びロガニンを生成する。ロガナートは、S-アデノシルメチオニン(SAM)を用いてロガニンに変換しうる。ロガナートとロガニンは、その後さらに酵素による反応によってセコロガナート及びセコロガニンを形成する。セコロガナートは、もう1分子のSAMと反応しセコロガニンになる。セコロガニンは、トコンアルカロイドの生合成材料となる。